# Eduard Daniłow
Eduard Iwanowicz Daniłow, ros. Эдуард Иванович Данилов (ur. 1 stycznia 1930, Rosyjska FSRR; zm. 22 maja 1994 w Moskwie, Rosja) – rosyjski piłkarz, grający na pozycji napastnika, trener piłkarski.

## Kariera piłkarska
Wychowanek Dinama Moskwa. W 1951 rozpoczął karierę piłkarską w zespole miasta Kalinin. Latem następnego roku przeniósł się do WWS Moskwa, ale po pół roku wrócił do poprzedniego zespołu, który już nazywał się MWO Moskwa. Potem występował w klubach Awangard Czelabińsk, Burevestnik/Moldova Kiszyniów, Krylja Sowietow Kujbyszew, Czornomoreć Odessa i Trud Nogińsk. W 1962 roku został piłkarzem Traktoru Włodzimierz, w którym zakończył karierę piłkarza.

## Kariera trenerska
Po zakończeniu kariery piłkarza rozpoczął pracę szkoleniowca. Najpierw trenował zespół juniorski klubu z Oriechowo-Zujewo. W 1966 stał na czele drugoligowego klubu Start Angarsk. Potem prowadził drugoligowe drużyny Drużba Majkop, Spartak Joszkar-Oła, Lokomotiw Kaługa i Wołga Kalinin. W 1980 został zaproszony do sztabu szkoleniowego Dnipra Dniepropetrowsk, gdzie pomagał trenować piłkarzy. W 1981 został mianowany na stanowisko dyrektora technicznego Szynnika Jarosław, a w czerwcu 1983 objął stanowisko głównego trenera klubu. W 1984 stał na czele Kolhozçi Aszchabad, w 1987 Zarea Bielce, a w 1988 Progriess Bijsk. W 1989 pracował jako dyrektor techniczny klubu Saturn Rybińsk. Od 1990 do 1991 roku stał na czele Merw FK. W 1994 prowadził Awtomolist Nogińsk.
22 maja 1994 zmarł w wieku 64 lat.

## Sukcesy i odznaczenia

### Sukcesy piłkarskie
Burevestnik Kiszyniów
- mistrz Klasy B ZSRR: 1955